# Celso Humberto Delgado
Celso Humberto Delgado Ramírez (Tepic, Nayarit; 29 de octubre de 1942) es un político mexicano, miembro del Partido Revolucionario Institucional. Fue embajador de México ante Argentina, Cuba, Argelia y Egipto. Además, cónsul general de México en Montreal, Quebec y Provincias del Atlántico de Canadá. Fue gobernador de Nayarit, diputado federal y senador de la República.
Hijo del músico y compositor nayarita Celso Delgado Barreras y María Trinidad Ramírez García de Delgado, ejidataria de Pantanal, Nayarit. Celso H. Delgado Ramírez está casado con María Eugenia Espriu Salazar de Delgado, escritora y orientadora familiar con quien procreó cuatro hijos: Jordan, Alica, África Eugenia y Malinalli Delgado Espriu. Tiene siete nietos: Alica, Paloma, Guillermo Fausto Chumacero Delgado-Espriu;  Valentina y Celso Nayar Delgado-Espriu Rivas; Ian y Damian Weber Delgado-Espriu. Celso Humberto Delgado Ramírez es yerno del músico, autor y compositor Alfonso Espriu Herrera y Clara Salazar Cárdenas. 
Licenciado en Derecho por la Universidad Nacional Autónoma de México, con estudios superiores y complementarios en Derecho Internacional, Economía, Historia, Sociología, Finanzas Públicas y Traducción Inglés, Francés y Español; ha obtenido lauros, distinciones y premios nacionales en Periodismo, Literatura y Oratoria. Desde 1959 pertenece al PRI. 
En 1962 vicepresidente del Ateneo Universitario de Oratoria; 1963 presidente de la Asociación de Estudiantes Nayaritas radicados en el Distrito Federal; miembro de la clase de oratoria Maestro José Muñoz Cota; 1965-1968 fue nombrado secretario de Acción Política y de 1968 a 1971 presidente de la Confederación de Jóvenes Mexicanos, de 1970 a 1973 elegido diputado federal por Nayarit a la XLVIII Legislatura en la que fue presidente de la Cámara de Diputados y del Congreso de la Unión; el 1º de septiembre de 1972, por su capacidad y preparación contestó el 2º Informe del Presidente Luis Echeverría Álvarez: su respuesta fue innovadora y excepcional fijando un precedente histórico por su firme, democrático e inusual estilo oratorio.
Secretario de Prensa y Propaganda de 1971 a 1972 año en que es elegido presidente del Consejo Nacional Extraordinario de la Confederación Nacional Campesina; luego embajador en Egipto, en 1973 en Argelia, en 1975 Argentina y finalmente en Cuba 1975; director general de la Unidad de Coordinación del Sector Agrario y consejero ante los consejos administrativos de organismos de ese sector en 1980; en el PRI desde 1979 era presidente y secretario general en el Distrito Federal y subsecretario de Organización en el Comité Ejecutivo Nacional y hasta 1982 delegado de este órgano en varios estados y presidente de la Comisión Coordinadora de Convenciones. 
Senador por Nayarit de 1982 a 1986 en que resultó elegido gobernador del estado para el período 1987-1993. Durante su gestión se realizó el Plan Nayarit cuyas principales metas fueron: infraestructura de carreteras y autopistas construidas con recursos de particulares y del Estado de Nayarit; se construyó la magna Presa Aguamilpa Solidaridad; se apoyó a los campesinos y a los trabajadores del campo y la ciudad; se fomentó el turismo y se reivindicó para el Estado de Nayarit el Fideicomiso Bahía de Banderas; se instituyeron muchos Clubes de la Tercera Edad; se estimuló la participación de las mujeres y los jóvenes y se dio amplia participación y apoyo a las etnias cora, huichola, tepehuana y mexicanera; se crearon campañas de salud y de carácter social. Se abrieron museos dedicados al joven Héroe Juan Escutia, el Museo Aramara de Artes Visuales, el Museo de Los Cuatro Pueblos dedicado a los hermanos indígenas, y el Museo Emilia Ortiz. Se fundó el Instituto del Deporte, se instituyeron los lugares sagrados de los indígenas, se fundó el Municipio de Bahía de Banderas y se abrió por consulta a la base ciudadana la elección de candidatos a diputados y presidentes municipales del Partido Revolucionario Institucional y se respetaron los usos y costumbres indígenas como método, se fundó el Instituto Nayarita del Deporte y se creó la Feria de la Mexicanidad para exaltar de manera festiva y cultural el Origen de la Nación Mexicana, La Peregrinación Azteca y para reconocer el histórico esfuerzo de las etnias.
Al término de su gestión fue nombrado cónsul general de México en Montreal, Quebec y Provincias del Atlántico de Canadá, en 1997 decano del Cuerpo Consular en Montreal, Canadá; desde enero de 1998 tuvo diversos puestos y comisiones en el Comité Ejecutivo Nacional del PRI y en el 2002 secretario técnico en funciones de presidente del Consejo Político Nacional del PRI; fue elegido secretario ejecutivo de la Conferencia Permanente de Partidos Políticos de América Latina y el Caribe (COPPPAL); miembro del Consejo Consultivo del Foro Interamericano sobre Partidos Políticos de la Organización de Estados Americanos (OEA), en 2003 elegido secretario general del Comité Ejecutivo Nacional de la Confederación Nacional Campesina, en 2004 secretario ejecutivo de la Conferencia Continental de Productores Rurales, en 2006 candidato a diputado federal, en 2007 designado secretario de Asuntos Internacionales de la Confederación Nacional Campesina; elegido presidente del Consejo Técnico de Asuntos de Política internacional del Consejo Político Nacional del Partido Revolucionario Institucional (PRI) y coordinador de Asuntos Internacionales del Comité Ejecutivo Nacional del PRI, así como delegado general en el Estado de Michoacán.
A la fecha colabora en distintas publicaciones y antologías, dicta conferencias y participa en mesas redondas y debates sobre cuestiones contemporáneas y ha presidido encuentros y seminarios interpartidarios organizados por la COPPPAL, y formado parte de misiones de observación electoral de la propia organización partidista en: Chile, Brasil, Cuba, Bolivia, El Salvador, Guatemala, Canadá, Estados Unidos, Venezuela, Argentina, República Dominicana, Panamá, Colombia y Uruguay. Asimismo ha sido interlocutor latinoamericano con los partidos políticos europeos miembros de la Internacional Socialista, y Asiáticos miembros de la Conferencia Internacional de Partidos Políticos de Asia.
Fue condecorado por el Gobierno Argentino con la Orden del Libertador por haber concedido refugio y asilo diplomáticos a los perseguidos políticos de la dictadura.